# Sherman Howard
Sherman Howard, pseudonimo di Howard Lee Sherman (Chicago, 11 giugno 1949), è un attore statunitense.
Sposato dal 1988 con l'attrice Donna Bullock, è famoso per aver interpretato Lex Luthor nella fortunata serie televisiva statunitense Superboy, tratta dall'omonimo fumetto pubblicato dalla DC Comics.

## Filmografia parziale

### Cinema
- Il giorno degli zombi (Day of the Dead), regia di George A. Romero (1985)
- Agenzia omicidi (Grace Quigley), regia di Anthony Harvey (1985)
- Labirinto mortale (The House on Carroll Street), regia di Peter Yates (1988)
- Vittime di guerra (Casualties of War), regia di Brian De Palma (1989)
- Arma letale 2 (Lethal Weapon 2), regia di Richard Donner (1989)
- Un poliziotto a 4 zampe (K-9), regia di Rod Daniel (1989)
- In fuga per tre (Three Fugitives), regia di Francis Veber (1989) - non accreditato
- Arma non convenzionale (Dark Angel), regia di Craig R. Baxley (1990)
- Verdetto finale (Ricochet), regia di Russell Mulcahy (1991)
- The Hit List, regia di William Webb (1993)
- Retroactive - Non toccate il passato (Retroactive), regia di Louis Morneau (1997)
- Dante’s View (1998)
- Fievel - Il mistero del mostro della notte (An American Tail: The Mystery of the Night Monster), regia di Larry Latham (2000)
- L'ultimo gigolò (The Man from Elysian Fields), regia di George Hickenlooper (2001)
- Debating Robert Lee, regia di Dan Polier (2004)
- Eulogy, regia di Michael Clancy (2004)
- You Belong to Me (2007)
- The Hudson Tribes (2016)
- Beyond the Night (2018)

### Televisione
- General Hospital - soap opera (1973-1974)
- Celebrity – miniserie televisiva, regia di Paul Wendkos (1984)
- The Eagle and the Bear (1985) - film TV
- Un salto nel buio (Tales from the Darkside) - serie TV, episodio 2x23 (1986)
- I Ryan (Ryan's Hope) - serie TV (1986-1987)
- Max Headroom - serie TV, 3 episodi (1987)
- Una vita da vivere (One Life to Live) - soap opera, un episodio (1987)
- Dallas - serie TV, 5 episodio (1988)
- Necessity (1988) - film TV
- Baywatch - serie TV, episodio 1x11 (1989)
- Freddy's Nightmares (Freddy's Nightmares: A Nightmare on Elm Street: The Series) - serie TV, episodio 2x09 (1989)
- L.A. Law - Avvocati a Los Angeles (L.A. Law) - serie TV, episodio 4x05 (1989)
- Miami Vice - serie TV, episodio 5x17 (1989)
- Crimini misteriosi (Unsub) - serie TV, episodio 1x05 (1989)
- Infermiere a Los Angeles (Nightingales) - serie TV, un episodio (1989)
- Superboy - serie TV, 17 episodi (1989-2002)
- I ragazzi della prateria (The Young Riders) - serie TV, episodio 2x07 (1990)
- Star Trek: The Next Generation - serie TV, 4x04 (1990)
- Parker Lewis (Parker Lewis Can't Lose) - serie TV, episodio 1x01 (1990)
- ALF - serie TV, episodio 4x24 (1990)
- Good & Evil - serie TV, 6 episodi (1991)
- In viaggio nel tempo (Quantum Leap) - serie TV, episodio 3x11 (1991)
- Agli ordini papà (Major Dad) - serie TV, episodio 4x10 (1992)
- Melrose Place - serie TV, 2 episodi (1992)
- Rachel Gunn, R.N. - serie TV, episodio 1x03 (1992)
- Santa Barbara - soap opera, 3 episodi (1992)
- Good Advice - serie TV, episodio 1x05 (1993)
- Seinfeld - serie TV, episodio 4x20 (1993)
- Raven - serie TV, episodio 2x04 (1993)
- Space Rangers - serie TV, episodio 1x03 (1993)
- Un detective in corsia (Diagnosis: Murder) - serie TV, episodio 1x13 (1994)
- L'ombra dello scorpione (The Stand) - miniserie, regia di Mick Garris; episodio 1 (1994)
- Fortune Hunter - serie TV, episodio 1x04 (1994)
- SeaQuest - Odissea negli abissi (SeaQuest)- serie TV, episodio 2x09 (1994)
- I viaggiatori (Sliders) - serie TV, episodio 1x05 (1995)
- Piccola peste s'innamora (Problem Child 3: Junior in Love), regia di Greg Beeman – film TV (1995)
- OP Center (Tom Clancy's Op Center), regia di Lewis Teague – film TV (1995)
- Star Trek: Deep Space Nine – serie TV, episodi 3x24 (1995)
- Walker Texas Ranger (Walker, Texas Ranger) - serie TV, 2 episodi (1995, 1997)
- Il cliente (The Client) - serie TV, episodio 1x15 (1996)
- Innamorati pazzi (Mad About You) - serie TV, 2 episodi (1996)
- Quell'uragano di papà (Home Improvement) - serie TV, episodio 6x03 (1996)
- The Burning Zone - serie TV, episodio 1x06 (1996)
- The Jeff Foxworthy Show - serie TV, episodio 2x06 (1996)
- Renegade - serie TV, episodio 5x10 (1996)
- Malcolm & Eddie - serie TV, episodio 1x22 (1997)
- Vita con Roger (Life with Roger) - serie TV, episodio 1x18 (1997)
- Nash Bridges - serie TV, episodio 2x15 (1997)
- Michael Hayes - serie TV, episodio 1x11 (1998)
- Pacific Blue - serie TV, episodio 2x16 (1997)
- E.R. - Medici in prima linea (ER) – serie TV, episodio 4x01 (1997)
- Sabrina, vita da strega (Sabrina, the Teenage Witch) – serie TV, episodio 2x18 (1998)
- Law & Order - I due volti della giustizia (Law & Order) - serie TV, 2 episodi (1999-2000)
- Star Trek: Voyager - serie TV, episodio 7x14 (2001)
- Streghe (Charmed) – serie TV, episodio 4x10 (2002)
- Cold Case - Delitti irrisolti (Cold Case) - serie TV, episodio 1x01 (2003)
- Las Vegas - serie TV, episodio 1x10 (2003)
- Malcolm (Malcolm in the Middle) - serie TV, episodio 5x14 (2004)
- Homeland - Caccia alla spia (Homeland) - serie TV, episodio 1x06 (2011)
- Person of Interest - serie TV, episodio 1x08 (2011)
- Madam Secretary - serie TV, episodio 1x19 (2015)
- The Blacklist - serie TV, episodio 3x22 (2016)
- The Good Fight - serie TV, episodio 1x01 (2017)
- The Code - serie TV, 2 episodi (2019)
- Blue Bloods - serie TV, episodio 11x11 (2021)

## Doppiaggio
- Fievel - Il tesoro dell'isola di Manhattan (An American Tail: The Treasure of Manhattan Island), regia di Larry Latham (1998)
- Mowgli e il libro della giungla (The Jungle Book: Mowgli's Story), regia di Nick Marck (1998)
- Anche i cani vanno in paradiso (All Dogs Go to Heaven: The Series) - serie animata (1996-1998)
- Jumanji - serie animata, 21 episodi (1996-1999)
- Superman (Superman: The Animated Series) - serie animata, 3 episodi (1996)
- Men in Black - serie animata, 2 episodi (1997)
- The Legend of Calamity Jane - serie animata, 13 episodi (1997)
- Evviva Zorro (The New Adventures of Zorro) - serie animata, 26 episodi (1997-1998)
- Extreme Ghostbusters - serie animata, un episodio (1997)
- Mad Jack (Mad Jack the Pirate) - serie TV, 13 episodi (1998)
- Hercules - serie animata, un episodio (1998)
- Adventures from the Book of Virtues - serie animata, un episodio (1998)
- Spy Dogs (The Secret Files of the Spy Dogs) - serie animata, 13 episodi (1998-1999)
- Batman of the Future (Batman Beyond) - serie animata, 6 episodi (1999)
- Timon e Pumbaa (Timon and Pumbaa) - serie animata, un episodio (1999)
- Invader Zim - serie animata, un episodio (2001)
- La mummia (The Mummy) - serie animata, un episodio (2003)

## Doppiatori italiani
Nelle versioni in italiano delle opere in cui ha recitato, Sherman Howard è stato doppiato da:
- Roberto Pedicini in  Miami Vice
- Massimo Lodolo in Superboy
- Cesare Barbetti in Arma non convenzionale
- Sandro Iovino in Star Trek: The Next Generation
- Sergio Di Stefano in L'ombra dello scorpione
- Augusto Di Bono in OP Center
- Giuliano Santi in Retroactive - Non toccate il passato
- Mauro Bosco in E.R. - Medici in prima linea
- Stefano De Sando in Cold Case - Delitti irrisolti
- Ambrogio Colombo in Malcolm
- Gerolamo Alchieri in Person of Interest
- Stefano Mondini in Blue Bloods